# Dunö
Dunö è una località (tätort) della Svezia  sita nel comune di Kalmar.

## Società

### Evoluzione demografica
Abitanti censiti